# Janez Rozman
Janez Rozman, slovenski rimskokatoliški duhovnik in karitativni delavec, * 4. april 1832, Godovič, † 20. avgust 1909, Ljubljana.

## Življenje in delo
Rozman je ljudsko šolo obiskoval v Idriji ter nato gimnazjo in bogoslovje v Ljubljani. V letih 1857–1861 je bil kaplan, katehet in šolski vodja v Kočevju, nato je bil kaplan pri sv. Jakobu v Ljubljani (1861–1881) ter po letu 1881 do smrti prav tam tudi  župnik. V letih 1888–1891 je bil član mestnega sveta in odbornik mestne hranilnice v Ljubljani; 1892 častni kanonik ljubljanskega stolnega kapitlja, 1901 apostolski protonotar. Šentjakobski in trnovski Vincencijevi konferenci je bil predsednik od njene ustanovitve 1876 in 1903–1909 predsednik Vincencijeve družbe. Z dr. Krekom je 1894 ustanovil Katoliško društvo za delavke in mu bil predsednik. Šentjakobsko cerkev je dvakrat prenovil ter dal 1886 okrasiti stropove ladje in svetišča s štirim freskami Jurija Šubica.